# Agua de Olla
Agua de Olla är en ort i Mexiko.   Den ligger i kommunen San Felipe Jalapa de Díaz och delstaten Oaxaca, i den sydöstra delen av landet, 300 km sydost om huvudstaden Mexico City. Agua de Olla ligger 127 meter över havet och antalet invånare är 195.
Terrängen runt Agua de Olla är varierad. Runt Agua de Olla är det ganska glesbefolkat, med 39 invånare per kvadratkilometer. Närmaste större samhälle är Isla Soyaltepec, 18,9 km norr om Agua de Olla. I omgivningarna runt Agua de Olla växer i huvudsak städsegrön lövskog.